# Vriesea racinae
Vriesea racinae é uma espécie de planta do gênero Vriesea e da família Bromeliaceae. 

## Taxonomia
A espécie foi descrita em 1941 por Lyman Bradford Smith. 

## Forma de vida
É uma espécie epífita e herbácea. 

## Descrição
| Caule                                 | Caule                    |
| ------------------------------------- | ------------------------ |
| propagação vegetativa                 | por broto lateral        |
| Folha                                 |                          |
| roseta                                | funiforme                |
| forma da lâmina                       | triangular               |
| largura da lâmina                     | 1                        |
| Inflorescência                        |                          |
| tipo de ramificação                   | simples                  |
| posição                               | ereta                    |
| posição das flores na raque           | dística                  |
| posição das flores na antese          | patente                  |
| posição das flor                      | secunda                  |
| ápice das brácteas florais            | reto                     |
| carena das brácteas florais           | ausente                  |
| cor das brácteas florais              | verde/maculada           |
| Flor                                  |                          |
| forma da pétala                       | obovada                  |
| forma do apêndice da pétala           | agudo                    |
| cor da pétala                         | branca                   |
| posição dos estames fauce da corola   | incluso                  |
| posição do pistilo e estame na antese | parte inferior da corola |

## Conservação
A espécie faz parte da Lista Vermelha das espécies ameaçadas do estado do Espírito Santo, no sudeste do Brasil. A lista foi publicada em 13 de junho de 2005 por intermédio do decreto estadual nº 1.499-R. 

## Distribuição
A espécie é encontrada nos estados brasileiros de Espírito Santo e Minas Gerais. 
Em termos ecológicos, é encontrada no domínio fitogeográfico de Mata Atlântica, em regiões com vegetação de floresta ombrófila pluvial.